# Ignacy Ludwik Jeż
Ignacy Ludwik Jeż (Radomyśl Wielki, 31 luglio 1914 – Roma, 16 ottobre 2007) è stato un vescovo cattolico polacco.

## Biografia
Nella sua infanzia la sua famiglia si trasferì a Katowice, dove Ignacy Ludwik frequentò il liceo e poi il locale seminario. Successivamente completò gli studi teologici al seminario di Cracovia.

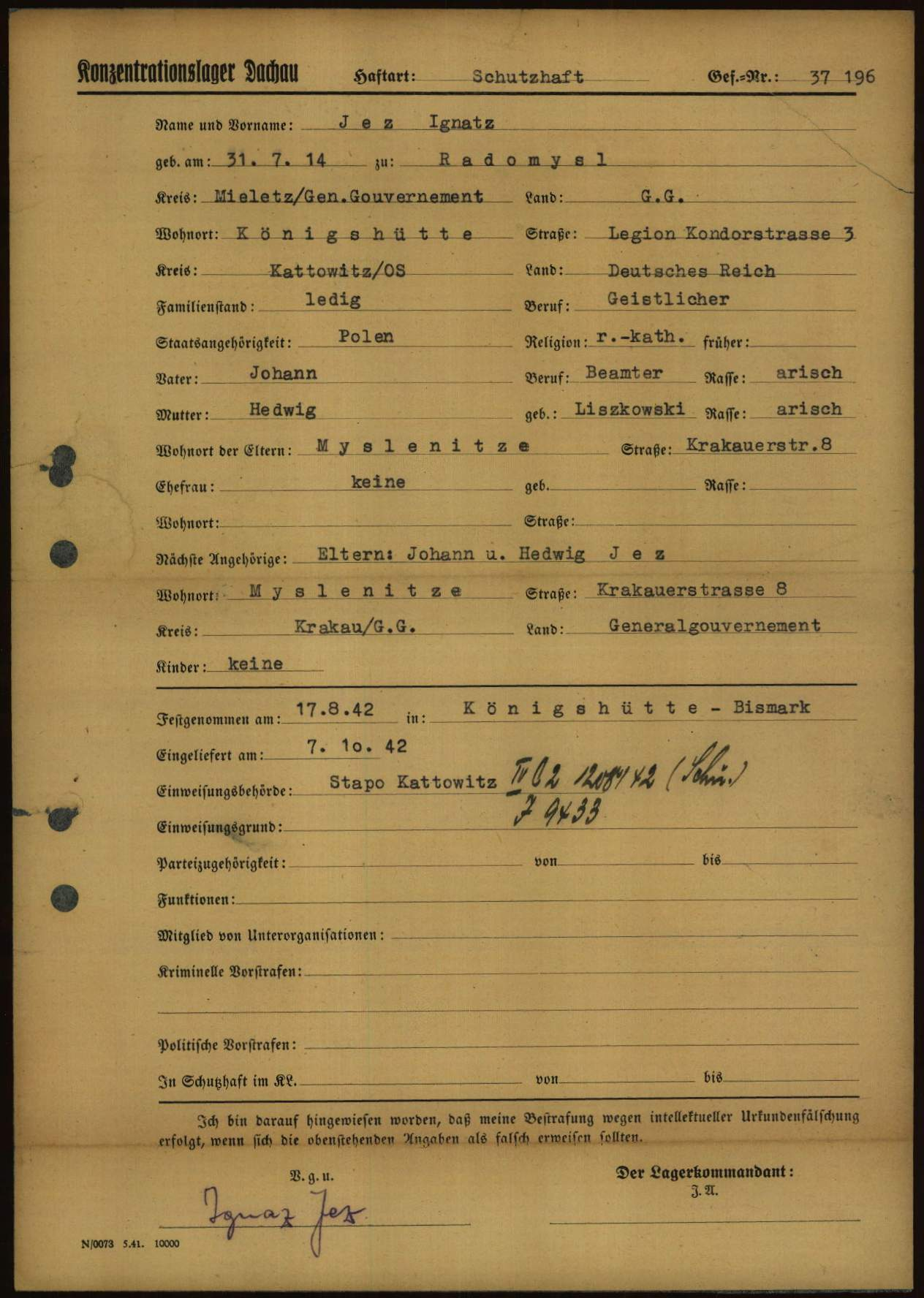
Modulo di registrazione di Ignacy Jeż come prigioniero nel campo di concentramento nazista di Dachau

Fu ordinato sacerdote a Katowice il 20 luglio 1937 e fu inviato a Hajduki Wielki come viceparroco. Il 17 agosto 1942 fu arrestato dalla Gestapo con l'accusa di organizzare un funerale per il parroco di Hajduki Wielki Józef Czempiel, che era stato assassinato nel campo di concentramento di Dachau. Anche Jeż fu deportato a Dachau, dove rimase per due anni e mezzo, fino alla liberazione da parte degli Americani il 29 aprile 1945.
Dopo la liberazione assistette i prigionieri e gli immigrati polacchi a Göppingen. Nel maggio del 1946 fece ritorno in Polonia, dove fu rettore del seminario di Katowice dal 1946 al 1960.
Il 20 aprile 1960 fu eletto vescovo ausiliare di Gniezno e vescovo titolare di Alba Marittima. Fu consacrato il 5 giugno dello stesso anno dal cardinale Stefan Wyszyński. Partecipò al Concilio Vaticano II.
Il 16 settembre 1967 fu nominato vescovo ausiliare dell'amministrazione apostolica della parte settentrionale dell'arcidiocesi di Breslavia. Il 28 giugno 1972 fu eretta la diocesi di Koszalin-Kołobrzeg e Jeż ne fu eletto primo vescovo. Durante il suo episcopato istituì più di 100 parrocchie e si prodigò per la riconciliazione tra tedeschi e polacchi. Il 1º febbraio 1992, quando già aveva 78 anni, papa Giovanni Paolo II accettò le sue dimissioni dal governo pastorale della diocesi.
Nel 2002 fu nominato canonico onorario di Würzburg.
Morì a Roma, mentre era alla guida di un pellegrinaggio di ringraziamento nel 750º anniversario della morte di san Giacinto.
Papa Benedetto XVI aveva l'intenzione di innalzarlo alla dignità cardinalizia nel concistoro del 24 novembre 2007, ma Ignacy Ludwik Jeż morì, sapendo dell'intenzione del Pontefice, il giorno prima dell'annuncio pubblico del concistoro. Fu sepolto nella concattedrale di Kołobrzeg.

## Genealogia episcopale
La genealogia episcopale è:
- Cardinale Scipione Rebiba
- Cardinale Giulio Antonio Santori
- Cardinale Girolamo Bernerio, O.P.
- Vescovo Claudio Rangoni
- Arcivescovo Wawrzyniec Gembicki
- Arcivescovo Jan Wężyk
- Vescovo Piotr Gembicki
- Vescovo Jan Gembicki
- Vescovo Bonawentura Madaliński
- Vescovo Jan Małachowski
- Arcivescovo Stanisław Szembek
- Vescovo Felicjan Konstanty Szaniawski
- Vescovo Andrzej Stanisław Załuski
- Arcivescovo Adam Ignacy Komorowski
- Arcivescovo Władysław Aleksander Łubieński
- Vescovo Andrzej Stanisław Młodziejowski
- Arcivescovo Kasper Kazimierz Cieciszowski
- Vescovo Franciszek Borgiasz Mackiewicz
- Vescovo Michał Piwnicki
- Arcivescovo Ignacy Ludwik Pawłowski
- Arcivescovo Kazimierz Roch Dmochowski
- Arcivescovo Wacław Żyliński
- Vescovo Aleksander Kazimierz Bereśniewicz
- Arcivescovo Szymon Marcin Kozłowski
- Vescovo Mečislovas Leonardas Paliulionis
- Arcivescovo Bolesław Hieronim Kłopotowski
- Arcivescovo Jerzy Józef Elizeusz Szembek
- Vescovo Stanisław Kazimierz Zdzitowiecki
- Cardinale Aleksander Kakowski
- Cardinale August Hlond, S.D.B.
- Cardinale Stefan Wyszyński
- Vescovo Ignacy Ludwik Jeż